# گورستان قلاع
گورستان باستانی قلاع مربوط به عصر آهن است و در شهرستان خرم‌آباد، بخش پاپی، دهستان سپیددشت، ۱۰۰ متری شمال روستای ایروه واقع شده و این اثر در تاریخ ۸ بهمن ۱۳۸۵ با شمارهٔ ثبت ۱۷۰۴۵ به عنوان یکی از آثار ملی ایران به ثبت رسیده است.